# Membre (Belgique)
Pour les articles homonymes, voir Membre.
Membre ou Membre-sur-Semois est une section et un village de la commune belge de Vresse-sur-Semois située en Région wallonne dans la province de Namur.

## Géographie
Le village se trouve sur la Semois (un affluent de la Meuse), entre Vresse et Bohan. Pour se frayer un chemin du sud au nord à travers les escarpements d'est en ouest, la Semois y a creusé son lit dans une roche dure, contournant les obstacles les plus difficiles, de sorte que son tracé est fait de méandres parfois énormes.

## Évolution démographique
- Source: DGS, 1831 à 1970=recensements population, 1976= habitants au 31 décembre

## Histoire
Situé à l’endroit où une route romaine — probablement antérieure — traversait la Semois, le village appartenait au diocèse de Reims.
Son nom viendrait du celte Mammara, c’est-à-dire ruisseau de la déesse-mère, au confluent de la Membrette et de la Semois.
Membre était une seigneurie à part entière avec haute justice, qui a été souvent la propriété des seigneurs de Bohan — les Bohan (1287) et la Marck (1527). En 1585, Jean-Baptiste du Bois de Fiennes, qui vient de racheter la seigneurie de Bohan, fait construire à Membre un château que ses successeurs habiteront jusqu’à la fin de l’Ancien Régime.
Membre faisait partie de la prévôté d’Orchimont, dans le duché de Luxembourg. Le village a été transféré à la France de Louis XIV par le Traité de Nimègue (1678) jusqu’à celui de Rijswick (1697).
A l’époque française, il a été incorporé dans le département de Sambre-et-Meuse (1795) puis, après la bataille de Waterloo, dans la province de Namur (1815).
Un religieux prémontré, Habrand de Membre, originaire du village, se serait distingué à l’abbaye Saint-Paul de Verdun où il a été supérieur en 1397, puis visiteur de la région de Lorraine en 1399 ; il est mort en odeur de sainteté en 1444.
La vie économique est dominée par l’exploitation forestière. Les bois, qui couvraient  49 % de la superficie du village en 1866, en atteignaient 64 % en 1950, tandis que les cultures — le tabac, principalement — ne représentaient que 11 % à la même époque.
En 1830, la commune comptait 170 habitants : 70 hommes et 100 femmes, logés dans 40 maisons en pierre, couvertes d’ardoises brutes. Le village comprenait une chapelle, une école primaire, un moulin à farine. Quelques habitants fabriquaient des clous. Les inondations dues à la Semois étaient fréquentes.
Sur le plan religieux, Membre dépend de la paroisse de Bohan jusqu’à la fin du XVIe siècle. Pour assister aux offices, les fidèles doivent traverser la Semois au gué de Mombrage — et en hiver, en barque. Les Membrais sont enterrés au cimetière de Bohan. Ce n’est qu’en 1588 que J.B. Du Bois de Fiennes fonde dans son château une chapelle dédiée à saint Fiacre. Cependant, il faudra attendre l’année 1676 pour que les habitants puissent y suivre la messe et y recevoir les sacrements de baptême et de mariage. Dès 1718, un vicaire résidera à Membre puis dès 1853, un curé.
Au cours de la seconde moitié du XIXe siècle, les communications de Membre s'améliorent. En 1856, la route Charleville-Gedinne est mise en service. En 1877, la commune est reliée à sa voisine Vresse par une route le long de la Semois. Au début du XXe siècle, un chemin de fer vicinal atteint Membre en 1913.
L’ancienne chapelle castrale, entourée du cimetière, sera démolie en 1888 et remplacée par l’église actuelle.
Le 6 septembre 1944, le village a été libéré par des éléments du 102nd Cavalry Squadron, dans lequel Ernest Hemingway était correspondant de guerre.
Membre possède le plus long tunnel de Belgique pour un chemin de fer vicinal (fonctionnel depuis 1934) : 220 mètres.
Le 7 juillet 1964, Membre, commune depuis l’époque française (alors au canton de Gedinne), a été intégré à Vresse, devenu Vresse-sur-Semois, avec Laforêt. En 1977, une nouvelle fusion rattache d'autres localités pour donner naissance à la nouvelle commune de Vresse-sur-Semois.

## Patrimoine et culture

### Monuments et lieux remarquables

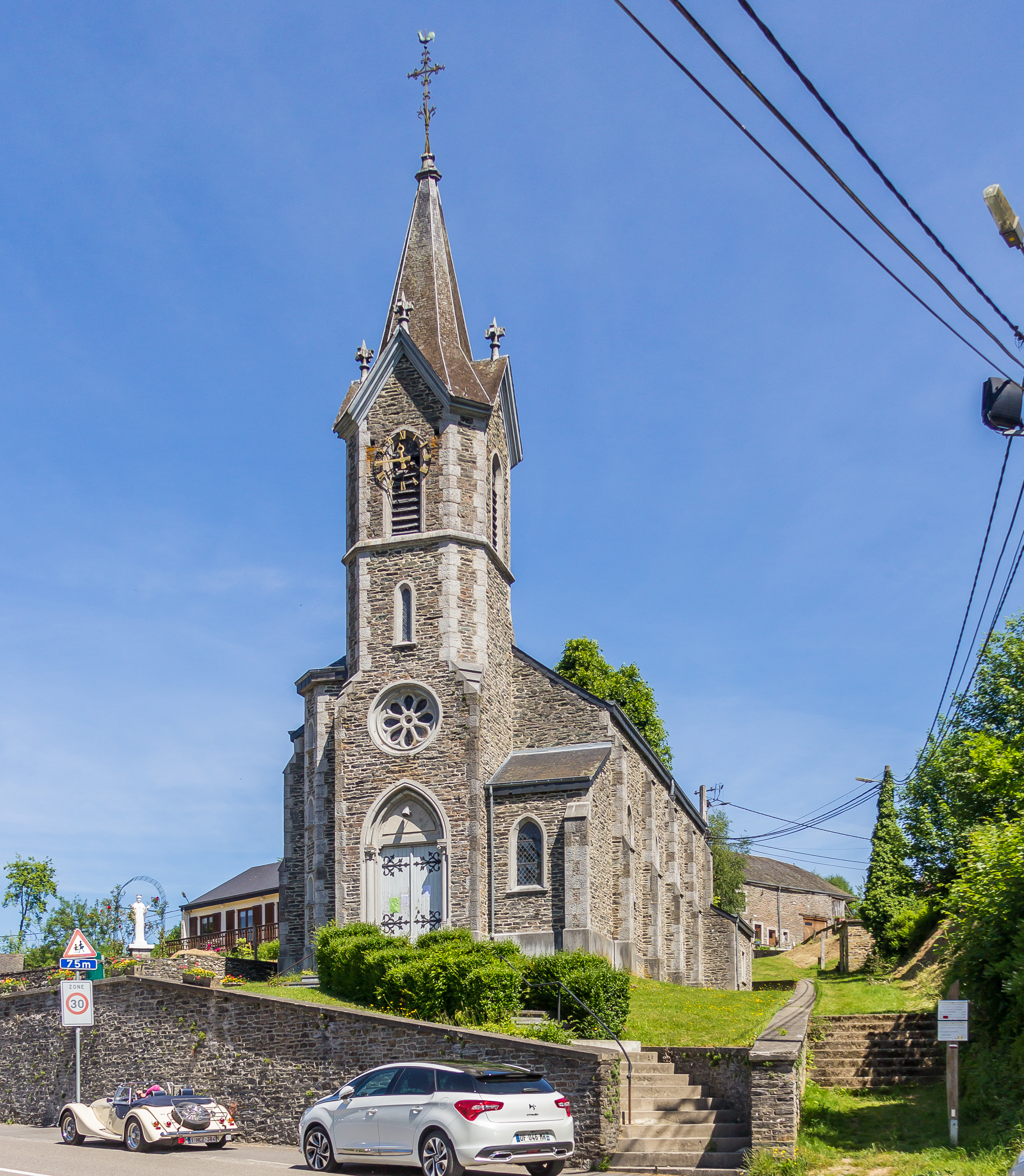
Église Saint-Fiacre (architecte Jean-Lambert Blandot).

- On a une vue remarquable sur la vallée au lieu-dit Jambon de la Semois, où la rivière enserre le promontoire du Châtelet et la plaine alluviale du Kelhan dans une boucle de près de 2 kilomètres.

- L'église Saint-Fiacre a été construite en 1888. Depuis novembre 1997, elle abrite un orgue dû à Georg Westenfelder, facteur allemand établi au grand-duché de Luxembourg, à qui on doit notamment les orgues de l'église Notre-Dame du Sablon de Bruxelles, de la cathédrale Notre-Dame de Luxembourg, de Visé, Esch-sur-Alzette et Fère-en-Tardenois. Cet instrument remarquable, qui tient de l’orgue italien classique de l’époque baroque tardive, comprend 56 notes au manuel et 30 à la pédale ; il est dû à l’Association des Amis de l’Orgue de Membre — constituée en Asbl en 1995 — fondée par un musicien averti du lieu, Henri Lambert, qui a fédéré une centaine de donateurs autour de ce projet et a mené à terme un financement constitué de dons privés. Des concerts y sont donnés chaque année par des artistes de renom.

- Le pont : le premier pont de Membre est inauguré en 1856. Cet ouvrage de pierre à quatre arches est détruit par l'armée belge lors de l'invasion de l'armée allemande en mai 1940. En 1954, le pont actuel, d'une portée de 60 m, remplace une passerelle en bois construite provisoirement.

### Culture
La langue historique du village est le champenois.